# Messier 44
Messier 44 (M44 ili NGC 2632) je otvoreni skup u zviježđu Rak. Poznat je još po imenom Jaslice ili Košnica. Skup je vidljiv golim okom i poznat je bio još Grcima. Prvo teleskopsko promatranje izveo je Galileo Galilei. Galileo je skup razlučio na zvijezde (nabrojio ih je 36). Charles Messier uvrstio ga je u svoj katalog 4. ožujka 1769. godine.

## Svojstva
Starost skupa je procijenjena na 730 milijuna godina. Njegova starost i smjer kretanja poklapa se s otvorenim skupom Hijade u zviježđu Bik. Vjeruje se da su M44 i Hijade nastale u isto vrijeme iz istog međuzvjezdanog oblaka prašine i plina.
Udaljenost skupa je oko 577 svjetlosnih godina. Njegov prividna promjer je 1,5° što odgovara stvarnom promjeru od 15 svjetlosnih godina. Dosad je otkriveno 200 zvijezda koje pripadaju skupu premda bi ta brojka mogla porasti na 350. Skup sadrži nekolicinu crvenih i bijelih divova.
Najsjanije zvijezde u skupu su plave zvijezde prividnog sjaja magnitude od + 6 do + 6,5.

## Amaterska promatranja
Messier 44 ima prividni sjaj od magnitude + 3,7. U tamnijim noćima lako je uočljiv kao mrljica u središtu zviježđa Raka. Manji dvogled bit će dovoljan da razluči skup na pojedine zvijezde. Veći dvogledi i manji teleskopi pokazat će veći broj zvijezda. Veliki teleskopi kvare dojam skupa jer ne stane u njihovo vidno polje zbog veliko prividnog promjera. 

## Vanjske poveznice
- SEDS: NGC 2632